# Barmherzige Brüder von Maria Hilf

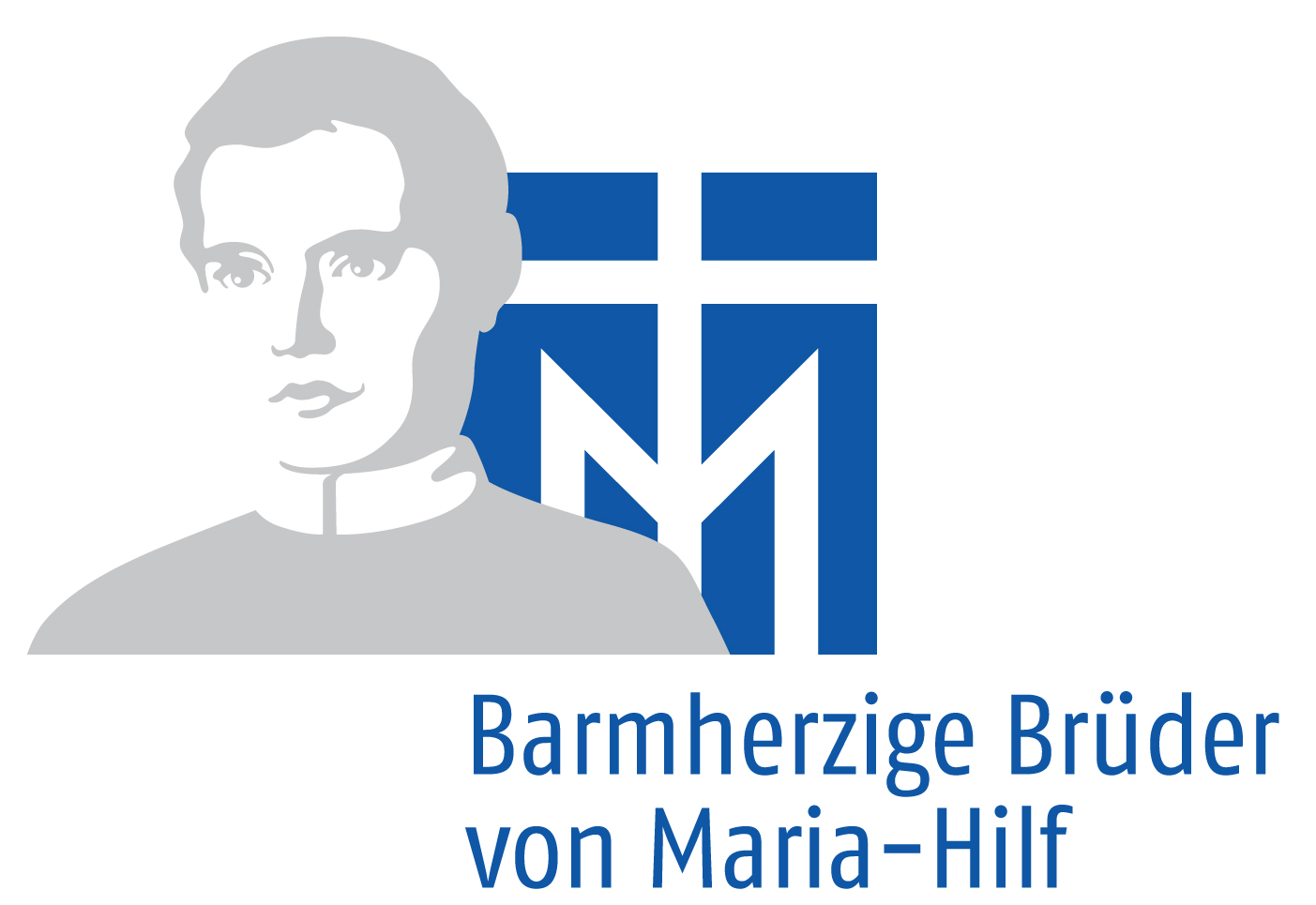
Ordens-Logo der Barmherzigen Brüder von Maria-Hilf

Die Barmherzigen Brüder von Maria-Hilf (lat.: Fratres Misericordiae Mariae Auxiliatricis, Ordenskürzel: FMMA) sind eine 1850 vom Seligen Peter Friedhofen in Weitersburg bei Koblenz gegründete katholische Ordensgemeinschaft. 

## Geschichte
Das erste Mutterhaus befand sich in der Koblenzer Altstadt. Hier wurde 1854 die nach ihrem Gründer benannte Peter-Friedhofen-Kapelle erbaut. 2013 will die Ordensgemeinschaft wieder in ihr erstes Mutterhaus, das heutige Peter-Friedhofen-Haus, nach Koblenz zurückkehren. Zielsetzung der Gemeinschaft ist es, für kranke, alte, behinderte und sozial benachteiligte Menschen da zu sein sowie die augustinische Glaubens-, Lebens- und Arbeitsgemeinschaft als „Kirche im Kleinen“ zu verwirklichen. Die Zentrale der Gemeinschaft befindet sich in Trier. Dort befindet sich das Generalmutterhaus mit Sitz des Generaloberen. Daneben bestehen in Deutschland Konvente in Koblenz, Paderborn und Zemmer (Schönfelderhof). Weitere Niederlassungen gibt es in Luxemburg-Stadt, in Straßburg (Frankreich), in Luzern (Schweiz) in Maringá (Brasilien), in Ipoh (Malaysia) und in Singapur.
Die Ordensmitglieder leben nach der Augustinusregel. Vorbild ist die Lebens- und Gütergemeinschaft der ersten Christen in Jerusalem.

### Einige Aussagen aus den Konstitutionen der Barmherzigen Brüder von Maria-Hilf

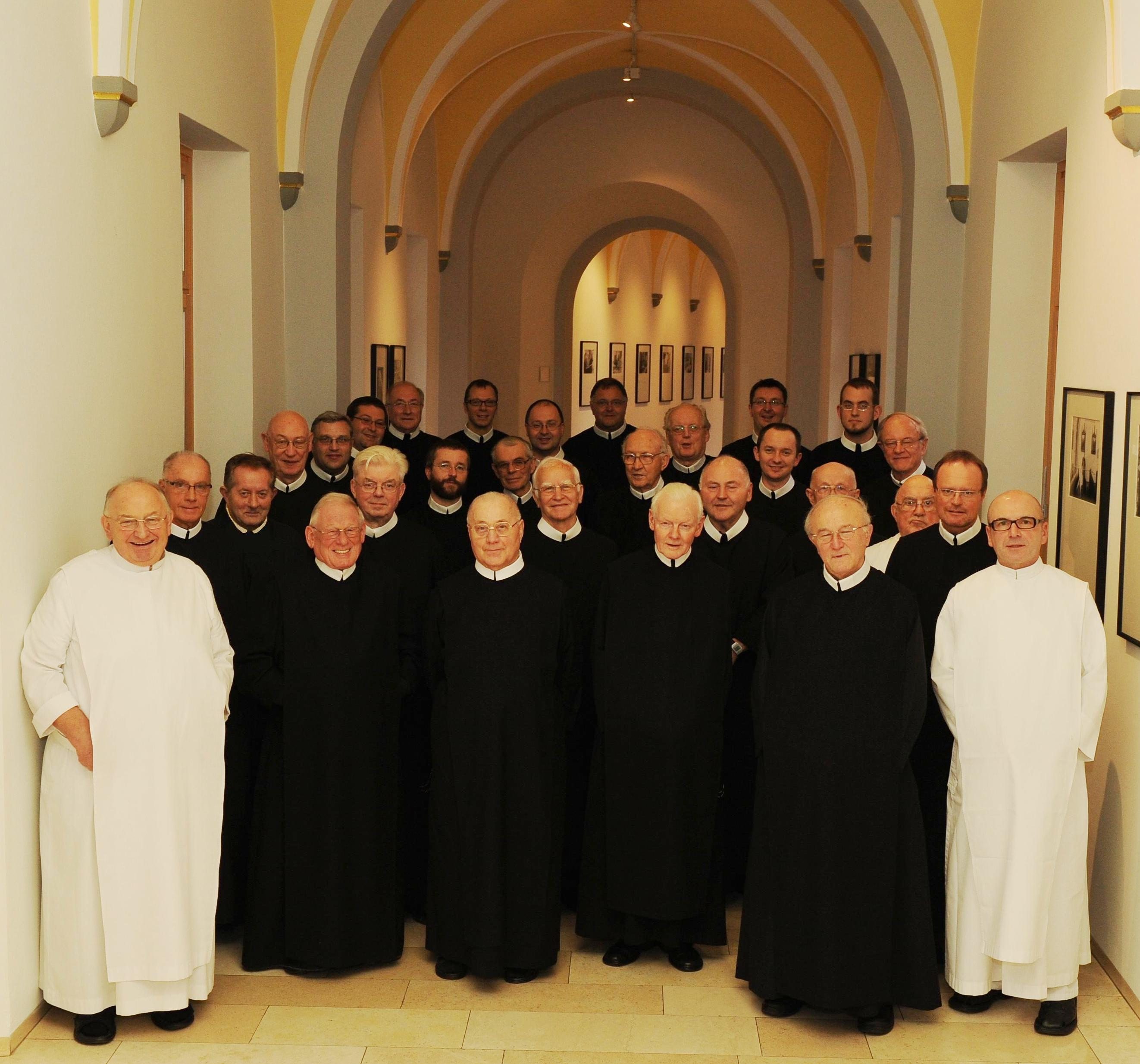
Barmherzige Brüder in Trier

- Christus hat sich auf Erden mit Vorliebe der Armen, Schwachen und Kranken angenommen. In seinem Namen und Auftrag führen wir Brüder hier und heute diesen seinen Dienst weiter. (Lf 201)
- Als Barmherzige Brüder stehen wir mitten in der Welt. Wir bemühen uns, den Menschen ein lebendiges Zeugnis der erbarmenden Liebe Gottes zu sein und sie insbesondere den Kranken glaubhaft zu machen. So soll Christi Gegenwart durch uns sichtbar werden. (Lf 208)
- Da wir uns durch die Profess Gott ganz hingegeben haben, setzen wir nun auch alle unsere Fähigkeiten, Kräfte und Interessen dafür ein, dass sich (…) sein Reich der Liebe auf Erden immer mehr ausbreitet. (Lf 212)
- Wo in der brüderlichen Gemeinschaft Vertrauen, herzliches Wohlwollen und echte Freundschaft zu Hause sind, finden wir unser Heim und den Ort, Krisen und Belastungen zu überwinden. (Lf 312)
- Durch das Gelübde der Armut versprechen wir dem Herrn, uns um diese Gesinnung zu bemühen und danach zu leben. Aus Liebe zu ihm verpflichten wir uns zu einer einfachen, anspruchslosen Lebensform und verzichten außerdem auf das freie Verfügen über irdisches Gut. (Lf 315)
- Unser Leben in Gemeinschaft führt uns, wie die ersten Christen, zum gemeinsamen Besitz der geistigen und materiellen Güter. (Lf 317)
- Durch den Austausch der Erfahrungen im geistlichen Leben geben wir den Mitbrüdern Anteil an den Gaben Gottes, die wir selbst empfangen haben. (Lf 318)
- In dem Maße, wie jeder einzelne bemüht ist, den Willen Gottes zu erkennen und zu leben, wird auch Christus in der Gemeinschaft gegenwärtig sein und ihr die Wege aufzeigen, die er unserer Gemeinschaft für die heutige Zeit bestimmt hat. (Lf 326)
- Eigene Initiative und frohe, verantwortungsbewusste Mitarbeit sind dem Gehorsamsideal nicht entgegen; vielmehr sehen wir in ihnen Voraussetzungen für eine fruchtbare Tätigkeit in unserer Gemeinschaft. (Lf 330)
- Durch die lebendige Gemeinschaft mit Christus sind wir zugleich in lebendiger Gemeinschaft mit den Brüdern. (Lf 402)
- Die gleiche Berufung, der gemeinsame Weg und das eine Ziel haben uns zu einer Gemeinschaft von Brüdern zusammengeführt. Die Christusnachfolge kann sich bei uns nur in und als Gemeinschaft voll verwirklichen. (Lf 501)
- Die Liebe weckt in uns gegenseitige Achtung und Vertrauen zueinander und führt zur Bejahung der Werte und der Persönlichkeit des Mitbruders. Auch verhilft sie uns zum gegenseitigen Mittragen unserer Grenzen und Schwächen. (Lf 502)
- Als brüderliche Gemeinschaft – mit dem Herrn in der Mitte – sind wir eine Darstellung der Kirche, in der Christus sein Erlösungswerk fortsetzt und zur Vollendung führt. (Lf 503)
- Jeder Bruder ist mitverantwortlich, aktiv dazu beizutragen, dass sich familiäres Gemeinschaftsleben in einer Atmosphäre der Geborgenheit schlicht und herzlich entfalten kann. (Lf 506)
- Unser Ordensideal verlangt von uns ein dauerndes Bemühen, immer mehr Mensch und immer mehr Christ zu werden. (Lf 603)
- Die Hausgemeinschaft soll danach trachten, im frohen Miteinander ein Herz und eine Seele zu sein im Beten, Arbeiten, Leiden und Teilen ihrer Güter und nach dem Vorbild der ersten Christen zur Zeit der Apostel. (Lf 729)

### Auftrag

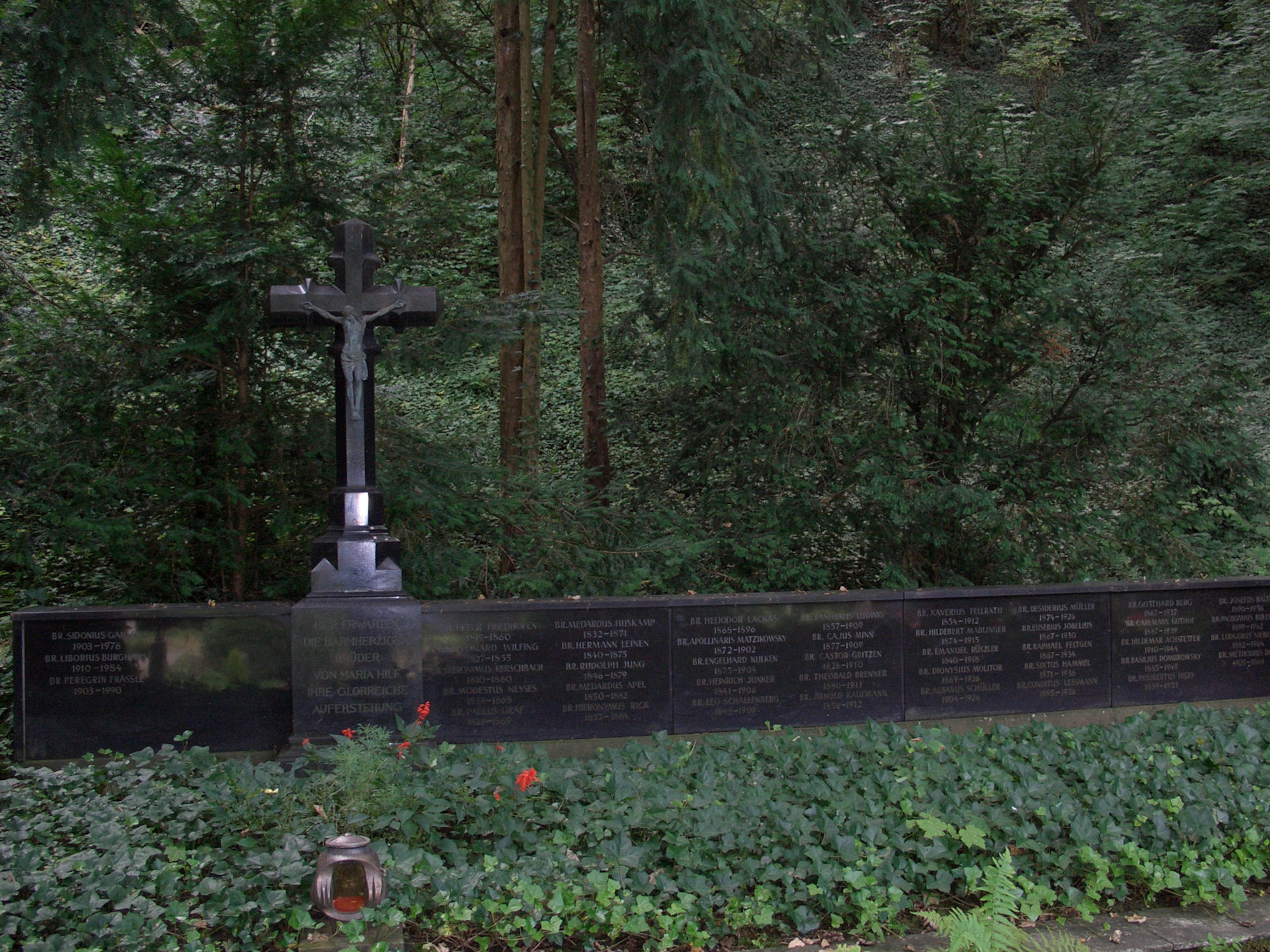
Grabmal der Barmherzigen Brüder von Maria Hilf auf dem Hauptfriedhof Koblenz

Seit der Gründung der Kongregation erfüllen die Brüder und mit ihnen viele Mitarbeitende, ihren Auftrag in der Arbeit und Sorge für kranke, behinderte, alte und benachteiligte Menschen. Die Kongregation der Barmherzigen Brüder von Maria-Hilf ist heute in der Rechtsform des Barmherzige Brüder Trier e. V. Träger zahlreicher Krankenhäuser und Pflegeeinrichtungen.
Die Brüder fühlen sich dafür verantwortlich, den Heilsauftrag Jesu durch die unbedingte und aktive Gottes- und Nächstenliebe umzusetzen. Daneben sehen sie aber auch in der Verwirklichung der augustinischen Glaubens-, Arbeits- und Lebensgemeinschaft sowie in der Ausübung der Gastfreundschaft ihre Sendung.

### Gelübde
Die so genannten drei „Evangelischen Räte“ (Armut, Gehorsam und ehelose Keuschheit) zeigen auf, dass Menschen die endgültige und vollkommene Erfüllung ihrer großen Sehnsüchte nicht in den irdischen Dingen allein finden können. Auf diese Weise halten sie offen für Gott und für Mitmenschen.
- Armut: frei von der Sorge um Besitz und Sicherheiten
- Gehorsam: frei vom egoistischen Drehen um sich selber
- Ehelose Keuschheit: frei vom Streben nach Anerkennung und Liebe, weil man sich von Gott geliebt weiß

## Mitgliedschaft

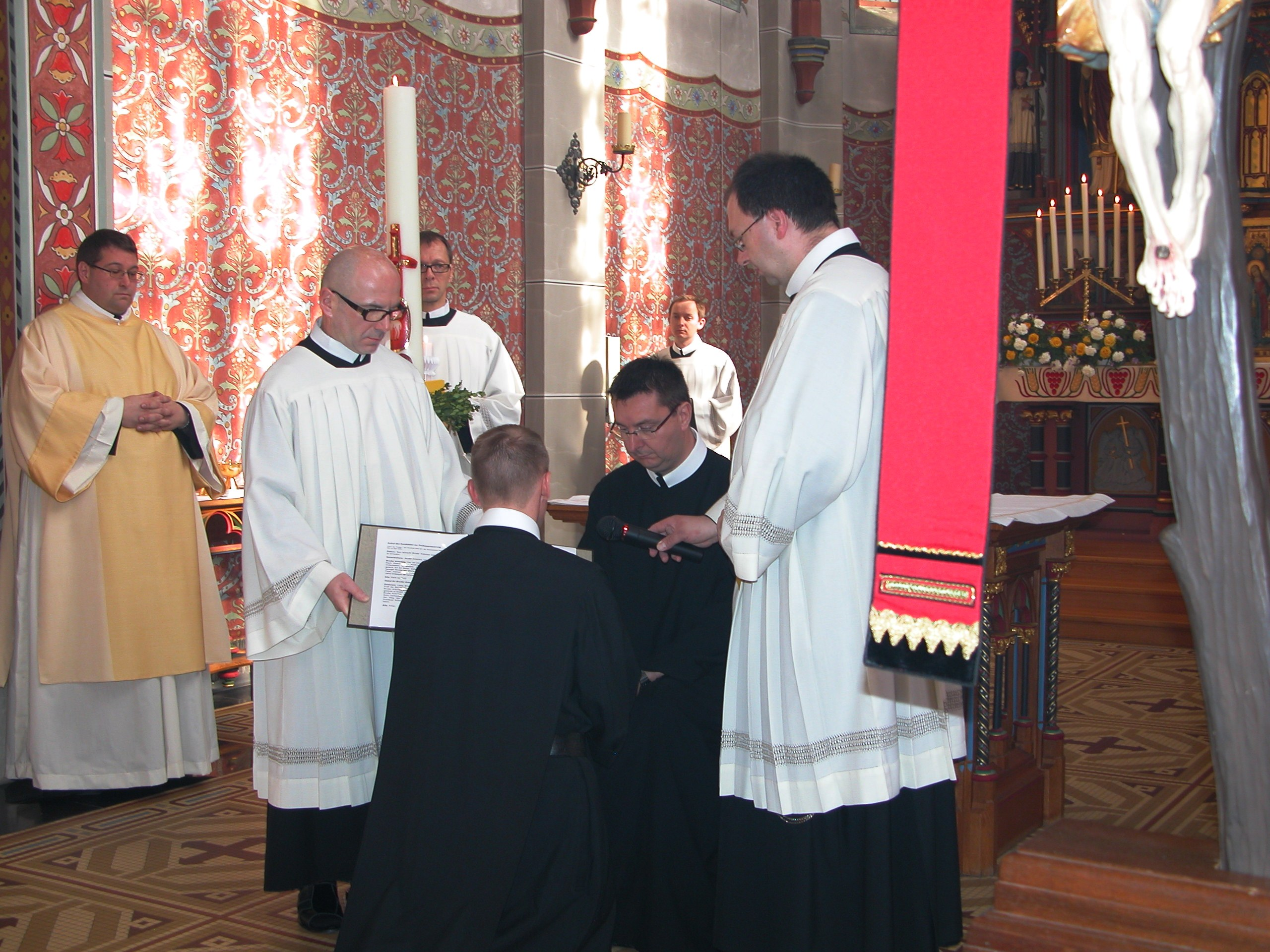
Erstprofess in der Klosterkirche der Barmherzigen Brüder in Trier

Fühlt sich ein junger Mann in die Gemeinschaft berufen, so geht es erst einmal darum, die Gemeinschaft kennenzulernen, um zu sehen, ob ein Leben als Barmherziger Bruder von Maria-Hilf für ihn der Weg zur Lebenserfüllung sein kann. Es soll angestrebt werden, dass bei dem Kandidaten das Vertrauen in die Zusage Gottes – „Ich bin mit dir…, wohin du auch gehst“ ((Gen 28,15 )) – wächst, damit eine Haltung der Aufrichtigkeit gegenüber sich selbst entsteht, in der er in Freiheit nach dem Willen Gottes für seinen Lebensweg suchen kann. In gegenseitigem Einverständnis beginnt nach der Entscheidungsfindung die 6-monatige Probezeit, das Postulat. Darauf folgt die 2-jährige Noviziatszeit zur Einführung in das Ordensleben unter der Anleitung des Novizenmeisters. Das Noviziat endet mit der Ablegung der zeitlichen Ordensgelübde auf 2 und anschließend auf 3 Jahre. Nach diesen 5 Jahren, in welchen die persönliche und religiöse Reife vertieft und eine berufliche Aus-, Fort- oder Weiterbildung ansteht, wird die Ewige Profess abgelegt, um sich so endgültig an Gott und die Gemeinschaft zu binden.
Brüder mit ewigen Gelübden tragen ein schwarzes Habit mit weißem Kragen und Skapulier sowie einen Ledergürtel mit Rosenkranz. Bei der Arbeit in der Krankenpflege wird auch ein weißes Habit verwendet.